# Stefan Ritter
Stefan Ritter (né le 13 mai 1998 à Edmonton) est un coureur cycliste canadien, spécialiste des épreuves de vitesse sur piste.

## Biographie
Stefan Ritter commence le cyclisme au Juventus Cycling Club d'Edmonton en 2010 à l'âge de 12 ans. Il pratique le cyclisme sur route, sur piste, le VTT et le cyclo-cross. En 2015, il est sélectionné aux championnats du monde de cyclo-cross à Tàbor, en République tchèque. Il se classe 70e et avant-dernier de l'épreuve des juniors (moins de 19 ans). La même année, il participe aux championnats du monde sur piste juniors à Astana, au Kazakhstan et commence à se spécialiser dans les disciplines de vitesse.
En 2016, il devient championnats du monde du kilomètre juniors à Aigle, en Suisse. Il remporte également une médaille de bronze sur le tournoi de vitesse. Aux championnats panaméricains sur piste 2016 à Aguascalientes, au Mexique, il établit des records du monde juniors sur le kilomètre et le 200 mètres départ lancé. Lors de ces championnats et alors qu'il est encore junior, il remporte face aux élites deux médailles de bronze sur le kilomètre et la vitesse par équipes (avec Patrice Pivin et Joel Archambault). En 2017 et 2018, il participe aux mondiaux sur piste, sans obtenir de top 10. En janvier 2018, il se classe deuxième du keirin de la manche de Coupe du monde à Minsk, en Biélorussie.
Le 30 août 2018, lors des championnats panaméricains, il est victime d'une très lourde chute et subit un grave traumatisme crânien. Il est placé en soin intensif et subit une longue convalescence.
En novembre 2019, il annonce à 21 ans arrêter sa carrière dans l'intérêt de sa santé à long terme,. Un hommage lui est rendu lors de la manche de Coupe du monde de Milton en février 2020.

## Palmarès sur piste

### Championnats du monde
- Aigle 2016 (juniors)
  -  Champion du monde du kilomètre juniors
  -  Médaillé de bronze de la vitesse individuelle juniors
- Hong Kong 2017
  - 13e du kilomètre
  - 20e de la vitesse par équipes
- Apeldoorn 2018
  - 16e du kilomètre
  - 17e de la vitesse individuelle

### Coupe du monde
- 2017-2018
  - 2e du keirin à Minsk

### Championnats panaméricains
- Aguascalientes 2016
  -  Médaillé de bronze du kilomètre
  -  Médaillé de bronze de la vitesse par équipes